# 牧村利貞
牧村 利貞(まきむら としさだ)は、戦国時代から安土桃山時代にかけての武将・大名。別名：政治、政吉、高虎、秀光。通称：長兵衛。兵部大輔。子に牛之助、おなあ（後の祖心尼）。

## 生涯
天文15年（1546年）、稲葉重通の子として生まれる。外祖父が牧村政倫であったことから、政倫の跡を継いで美濃国牧村城主となる。
織田信長の死後、豊臣秀吉に仕えて馬廻となる。天正12年（1584年）、高山右近の勧めを受けてキリシタンとなる。「彼は万人に愛され、多くの武将たちの前で進んで自らがキリシタンであることを公言し、従前とは異なった生き方を示すことで（人々に）大いなる影響を与え」、「その助言と相まち、他の仲間たちに感化を及ぼして、すでに二名の貴人をキリシタンになるよう説得するに至った」という。また、家臣のうち幾人かにも洗札を受けさせることに成功し、全家臣をキリシタンにする決意を示したともされる。
キリスト教の教義を実生活においても実践し、キリシタンになることを他の者にも勧め、右近と一緒に蒲生氏郷を説得し、入信させることに成功した。小牧・長久手の戦い、四国征伐、九州平定にも参加した。天正18年（1590年）、秀吉より伊勢国内において2万650石を与えられ岩出城主となる。
文禄元年（1592年）からの文禄・慶長の役では、石田三成・大谷吉継らとともに名護屋における船奉行となり渡海した。長岡忠興・長谷川秀一らと並び昌原の戦いでの戦功を秀吉から賞されている。さらに1593年（文禄2年）3月の晋州城の戦いでは400人の包囲軍を率いたが、7月10日、朝鮮において48歳で病死した。
実子の牛之助が幼少だったため、300石の堪忍分を給されたほかは秀吉の命で異母弟の稲葉道通に遺領は与えられた。
利休七哲の一人でもある。